# Agropur
Fondée en 1938, Agropur coopérative est une coopérative agricole de l'industrie laitière nord-américaine ayant réalisé un chiffre d'affaires de 8,5 milliards de dollars en 2022.

## Histoire

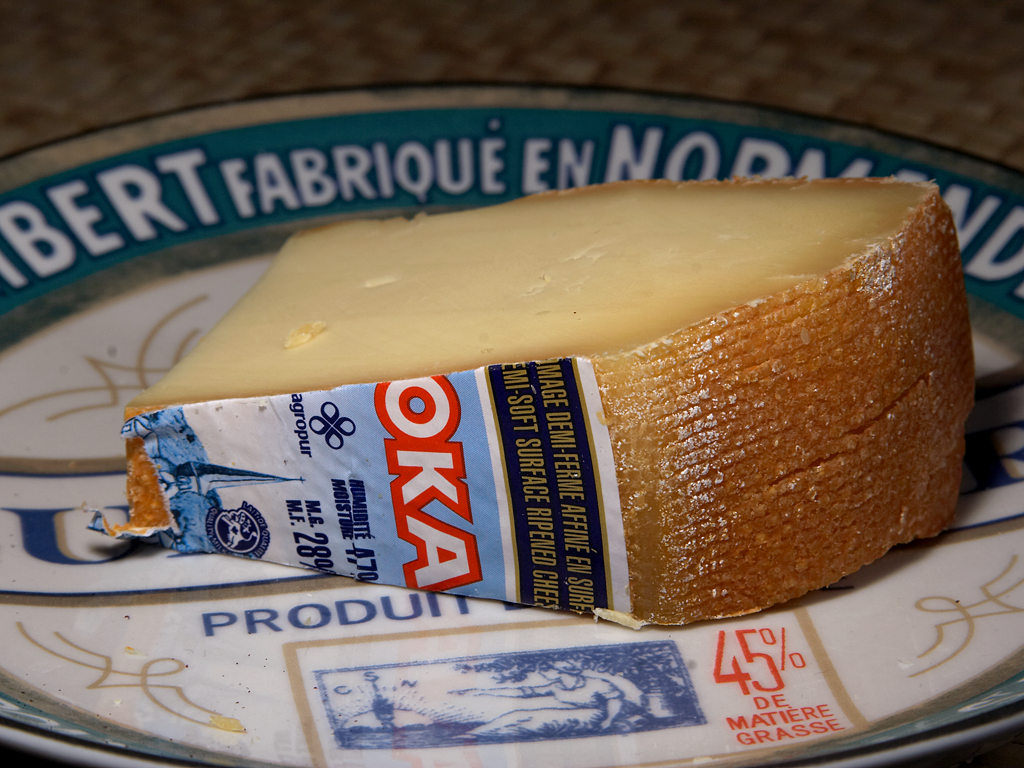
Un p'tit bout d'Oka

La Coopérative a été fondée le 24 août 1938 par L.A. Mondou et Omer Deslauriers dans un groupe de 87 cultivateurs et s'appelait alors la Société coopérative agricole du canton de Granby,
Pendant les années 1940 et les années 1950, la société commence la fabrication du beurre (1941) et construit une meunerie (1939). Des usines sont construites ou achetées à Valcourt (1947), Notre-Dame-du-Bon-Conseil (1954), Sainte-Anne-de-la-Pérade (1955), Joliette (1957), Coaticook (1961) et Plessisville (1962). En 1959, la société comporte 3 184 sociétaires et 1 750 usagers pour un total de 4 934 cultivateurs. Son chiffre d'affaires a passé de 120 000 $ à 20 000 000 $ en 20 ans, en faisant de la société coopérative le centre  de transformation laitier le plus important au Canada.
Pendant les années 1970, la Société est le franchisé canadien de Yoplait. Les laiteries Leclerc sont acquises en 1971. En 1979, la société prend définitivement le nom d'Agropur. La fromagerie d'Oka est achetée en 1981[réf. souhaitée].
Des lois sur l'approvisionnement du lait sont votées pendant les années 1980. Agropur mène une lutte commerciale contre Saputo en 1989[réf. souhaitée].
Agropur a créé la compagnie Natrel en 1990 et la coentreprise Aliments Ultima inc. avec Agrifoods en 1993. Natrel est responsable des marques Québon et Sealtest. Pendant les années 1990, elle a acheté des laiteries à Brantford, à Chilliwack et à Lethbridge. La création d'Aliments Ultima permet la mise en commun des activités de mise en marché de yogourts et desserts frais d'Agropur et d'Agrifoods, avec la marque Olympic et la gestion de la franchise canadienne de la marque Yoplait.
En 2000, Agropur passe sous une charte fédérale, la Loi canadienne sur les coopératives.
Agropur acquiert la coopérative laitière Island Farms en Colombie-Britannique, en 2005[réf. souhaitée].
La Coopérative fait son incursion hors des frontières Canadiennes. D'abord en 2002, un premier pas est franchi avec l'acquisition de Deutsch Käse Haus, une première unité de transformation fromagère en Indiana, aux États-Unis. En 2007, l'Amérique du Sud est le deuxième pôle, plus précisément en Argentine. Agropur forme une coentreprise avec Adecoagro œuvrant en Argentine, au Brésil et en Uruguay. La direction, avait donc d'abord décidé de continuer à développer ses activités en 2008 pour ensuite éventuellement étudier les possibilités au Brésil et en Uruguay. En 2014, Agropur cesse ses activités de transformation en Argentine.
En juillet 2014, Agropur acquiert les 4 usines de transformation laitière dans l'ouest du Canada de Sobeys pour 356 millions de dollars. Le même mois, Agropur annonce l'acquisition de quatre usines de Davisco Foods, une entreprise laitière américaine, pour près d'un 1 milliard de dollars, augmentant par cela de moitié son volume de transformation aux États-Unis.
En février 2017, Agropur fait l'acquisition de Scotsburn Cooperative Services augmentant sa présence sur le marché de la crème glacée et friandises glacées. En août 2017, Agropur fait l'acquisition de l'ensemble des actions de la co-entreprise Aliments Ultima.
Le 17 décembre 2020, Agropur cède ses activités de yogourt au Canada à Lactalis. La cession comprend les marques Iögo et Olympic ainsi que les usines de Granby au Québec et de Delta en Colombie-Britannique, de même que le centre de distribution de Longueuil. Environ 450 employés sont concernés. Le montant n'est pas dévoilé et l'opération demeure assujettie à l'approbation du Bureau de la concurrence. La coopérative invoque une concurrence accrue et la nécessité de simplifier son modèle d'affaires. Les activités de yogourt représentent alors près de 3% d'un chiffre d'affaires d'environ 7,3 milliards de dollars en 2019.
En juillet 2024, la coopérative subit une cyberattaque. L'incident touche des données liées à des employés et à des partenaires d'affaires au Canada et aux États-Unis et se limite à une partie des répertoires en ligne. Agropur indique que ses systèmes transactionnels et ses opérations ne sont pas affectés. La coopérative communique avec les organisations et les employés concernés, amorce une enquête interne avec l'appui de spécialistes externes en cybersécurité et avise les autorités policières. Aucune tentative d'utilisation malveillante des informations recueillies n'est constatée à ce moment.

## Logo

Évolution do logo de l'entreprise
Logo de 1940 à 1951
Logo de 1951 à 1968
Logo de 1968 à 1979
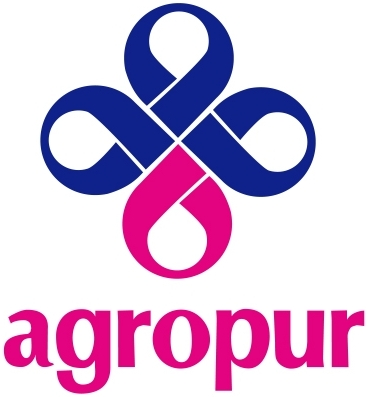
Logo de 1979 à 2003
Logo de 2004 à 2016

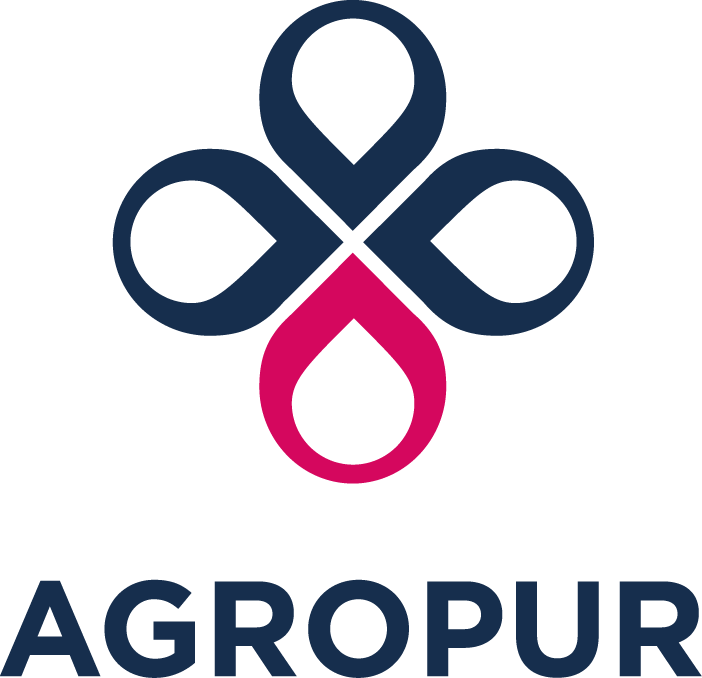
Logo de 2016 à 2018
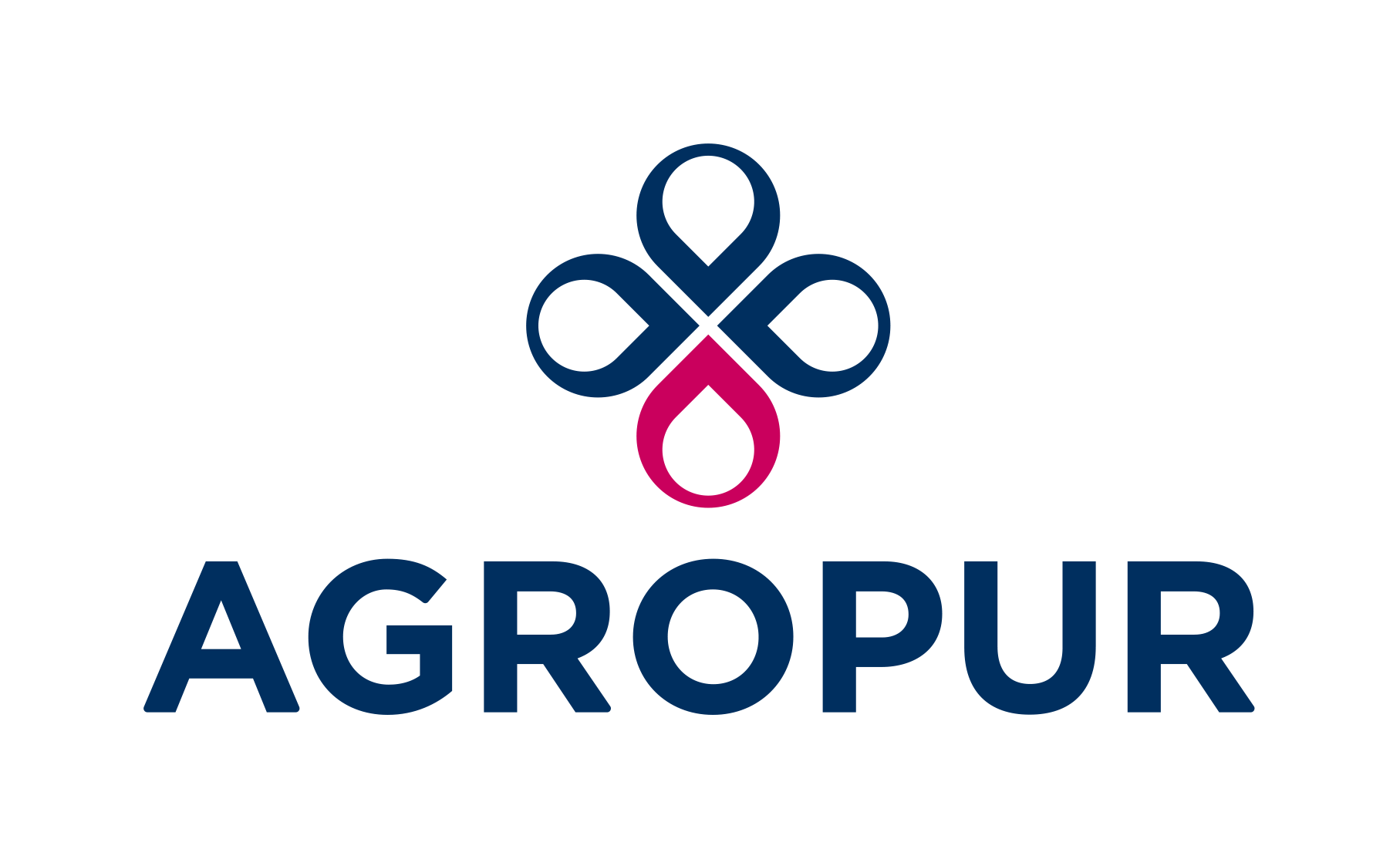
Logo depuis 2018